# Regi Academy
Regi Academy és un programa de televisió belga que s'emet a VTM 2 des del 2021 . En el programa, el productor musical Regi Penxten i busquen un nou talent musical. La primera temporada va ser presentada per Camille Dhont. Pauline Slangen va ser declarada guanyadora.

## Resum
|             | Jurat           | Jurat              | Jurat        | Jurat        | Presentació   | Guanyador      | 2n lloc |
| ----------- | --------------- | ------------------ | ------------ | ------------ | ------------- | -------------- | ------- |
| Temporada 1 | Lester Williams | Olivia Trappeniers | Regi Penxten | Jaap Reesema | Camille Dhont | Pauline        | Amber   |
| Temporada 2 | Lester Williams | Kathleen Aerts     | Regi Penxten | Jaap Reesema |               | Arno & Melanie | Hanne   |

## Audicions

### Temporada 1
| Candidat | Número                    |
| -------- | ------------------------- |
| Pauline  | You have a heart          |
| Kimberly | Vergeet de tijd           |
| Jasmin   | Vuurwerk                  |
| Amber    | Walk on water             |
| Berre    | Ordinary                  |
| Febe     | Vechter                   |
| Helle    | They don't know           |
| Yutan    | Should have been there    |
| Steven   | No music                  |
| Sander   | Ordinary                  |
| Marie    | Ellie                     |
| Lana     | Go to hell                |
| Amber    | Miracle                   |
| Anna     | You have a heart          |
| Melissa  | Turn the tide             |
| Claire   | De wereld draait voor jou |
| Jens     | Wolves                    |
| Leslie   | Alles uit het leven       |
| Marie    | Vergeet de tijd           |
| Daria    | Blackout                  |
| Eline    | Summer life               |
| Gaëlle   | Should have been          |
| Jill     | Vuurwerk                  |
| Laurens  | Ellie                     |
| Wietse   | Ordinary                  |

### Temporada 2
|           | Audició                             | Audició                  | Prova addicional  | Prova addicional         | Tasca de grup i qüestionari | Tasca de grup i qüestionari | Ronda 2                      | Ronda 2                      | Ronda 3                  |               |
| Candidat  | Número                              | Erupció                  | Número            | Erupció                  | Número                      | Erupció                     | Número                       | Erupció                      | Ronda 3                  | Ronda de duet |
| --------- | ----------------------------------- | ------------------------ | ----------------- | ------------------------ | --------------------------- | --------------------------- | ---------------------------- | ---------------------------- | ------------------------ | ------------- |
| Arno      | Vergeet de tijd                     | Door naar volgende ronde | Zwaartekracht     | Door naar volgende ronde | Kom wat dichterbij          | Door naar volgende ronde    | Ellie                        | Door naar volgende ronde     | Door naar volgende ronde |               |
| Melanie   | Vechter                             | Door naar volgende ronde | Zwaartekracht     | Door naar volgende ronde | Kom wat dichterbij          | Door naar volgende ronde    | Zwaartekracht                | Door naar volgende ronde     | Door naar volgende ronde |               |
| Hanne     | Vergeet de tijd                     | Door naar volgende ronde | Rechtstreeks door | Door naar volgende ronde | Walk on water               | Door naar volgende ronde    | Vuurwerk                     | Door naar volgende ronde     | Door naar volgende ronde |               |
| Lars      | If This Was The Last Day of My Life | Door naar volgende ronde | Zwaartekracht     | Door naar volgende ronde | Kom wat dichterbij          | Door naar volgende ronde    | Onbekend                     | Door naar volgende ronde     | Door naar volgende ronde |               |
| Billi     | Porselein                           | Door naar volgende ronde | Zwaartekracht     | Door naar volgende ronde | Walk on water               | Door naar volgende ronde    | Onbekend                     | Door naar volgende ronde     | Door naar volgende ronde |               |
| Anaïs     | Duizend Sterren                     | Door naar volgende ronde | Zwaartekracht     | Door naar volgende ronde | Rechtstreeks door           | Door naar volgende ronde    | Run                          | Door naar volgende ronde     | Door naar volgende ronde |               |
| Nell      | Livin' A Lie                        | Door naar volgende ronde | Rechtstreeks door | Door naar volgende ronde | Rechtstreeks door           | Door naar volgende ronde    | Miracle                      | Door naar volgende ronde     | Afgevallen               |               |
| Emma      | Doet geen auditie                   | Door naar volgende ronde | Rechtstreeks door | Door naar volgende ronde | Rechtstreeks door           | Door naar volgende ronde    | Undercovermantel opgehelderd | Undercovermantel opgehelderd |                          |               |
| Paak      | You have a heart                    | Door naar volgende ronde | Rechtstreeks door | Door naar volgende ronde | Walk on water               | Door naar volgende ronde    | Onbekend                     | Afgevallen                   |                          |               |
| Jana      | Lost Without You                    | Door naar volgende ronde | Zwaartekracht     | Afgevallen               |                             |                             |                              |                              |                          |               |
| Diana     | Should have been there              | Door naar volgende ronde | Zwaartekracht     | Afgevallen               |                             |                             |                              |                              |                          |               |
| Lotte     | Lost Without You                    | Door naar volgende ronde | Zwaartekracht     | Afgevallen               |                             |                             |                              |                              |                          |               |
| Wouter    | Ordinary                            | Door naar volgende ronde | Zwaartekracht     | Afgevallen               |                             |                             |                              |                              |                          |               |
| Jessi     | Forever                             | Afgevallen               |                   |                          |                             |                             |                              |                              |                          |               |
| Kristel   | Ik Haal Alles Uit Het Leven         | Afgevallen               |                   |                          |                             |                             |                              |                              |                          |               |
| Nick      | De wereld draait voor jou           | Afgevallen               |                   |                          |                             |                             |                              |                              |                          |               |
| Jessica   | Run                                 | Afgevallen               |                   |                          |                             |                             |                              |                              |                          |               |
| Lisa      | Duizend Sterren                     | Afgevallen               |                   |                          |                             |                             |                              |                              |                          |               |
| Lotte     | Go to Hell                          | Afgevallen               |                   |                          |                             |                             |                              |                              |                          |               |
| Charlotte | Zo ver weg                          | Afgevallen               |                   |                          |                             |                             |                              |                              |                          |               |
| Naomi     | Storm                               | Afgevallen               |                   |                          |                             |                             |                              |                              |                          |               |
| Kaylee    | Walk on water                       | Afgevallen               |                   |                          |                             |                             |                              |                              |                          |               |